# Château de Pont-de-Veyle
Le château de Pont-de-Veyle est un château, reconstruit au XVIe siècle, qui se dresse sur la commune de Pont-de-Veyle dans le département français de l'Ain, en région Auvergne-Rhône-Alpes. Il a succédé à un ancien château fort du XIIIe siècle et fut le centre de la seigneurie de Pont-de-Veyle érigée ensuite en comté. 
Inscrit au titre des monuments historiques en 1972 et en 2020, le château est depuis 2019 un pôle administratif local en étant notamment le lieu d'accueil de la mairie de Pont-de-Veyle, du siège de l'intercommunalité de la Veyle.

## Localisation
Le château de Pont-de-Veyle est situé dans le département français de l'Ain sur la commune de Pont-de-Veyle, sur une île formée par plusieurs bras de la Veyle.

## Historique
La terre de Veyle est à l'origine la possession d'une famille éponyme. Vers 1074-1096 vivent Eustache et Ogier de Veyle.
Vers 1100, Humfroy et Bernard de Veyle sont mentionnés dans un acte. Vers 1182, la terre de Veyle passe aux sires de Bagé (Bâgé-le-Châtel). Le château est cité en 1249.
En 1272, Sibille de Bagé porte la terre en mariage à Amédée V de Savoie. La maison de Savoie conservera la terre jusqu'à la 1re conquête de la Bresse par François Ier, en 1535. À cette date, la terre est engagée à Guillaume, comte de Furstemberg. Le 6 juin 1561, le duc de Savoie, Emmanuel-Philibert, désintéresse Guillaume et la remet en titre de comté uni à la terre de Châtillon-les-Dombes à Jean-Louis Coste († 1564 ou 1576), comte de Benes ou Beynes (Piémont).
François Coste († 1590), fil de Jean-Louis, 2e comte de Pont-de-Veyle qui n'a pas de descendance, c'est sa veuve Charlotte de la Chambre qui recueille le comté pour ses reprises dotales. Elle épouse en secondes noces, Christophe d'Urfé, seigneur de Bussy.
Le château est reconstruit au XVIe siècle sous la direction de Lesdiguières,.
En 1615, le comté est adjugé, après le décès de Christophe, à François de Bonne, seigneur de Lesdiguières, maréchal de France. Françoise de Bonne, duchesse de Créquy, le vend à Jean du Puy de Montbrun, seigneur de Ferracières. Le 23 mai 1648, Charlotte-Emmanuelle d'Urfé, marquise de Saint-Damien, est autorisé à le répéter sur Jean du Puy de Montbrun par arrêt du parlement de Dijon et confirmé en 1650 par arrêt du conseil. En 1678, Claude Bouchu, chevalier, conseiller du roi, l'achète à la famille de Créqui de Lesdiguières qui en a eu jusque-là la jouissance.
En 1703, Augustin de Ferréol, conseiller au parlement de Metz, en reprend le fief après l'avoir acquis d'Étienne-Jean Bouchu. Le 22 octobre 1739, les héritiers d'Augustin l’aliènent à Élisabeth-Thérèse-Marguerite Chevalier, veuve de Charles-Louis Frédéric Kadot et femme en secondes noces de Charles-Louis de Pressac de Marestan, comte d'Esclignac. En 1787, Élisabeth-Thérèse-Marguerite en fournit le dénombrement et en 1789 elle en a encore la jouissance.
Louis Augustin de Parseval achète le château en 1824.
Le 28 août 1874, les dernières parties médiévales du château disparurent dans l'incendie qui ravagea celui-ci.
Les façades et toitures du château sont inscrites au titre des monuments historiques par arrêté du 27 décembre 1972.
Il fut loué aux compagnons du tour de France de 1979 à 2015, qui ont réalisé un travail de rénovation du château. Il était une maison d'accueil des compagnons durant leur tour de France.
Le 23 novembre 2019, le château devient un pôle de services publics en intégrant la mairie de Pont-de-Veyle, l'office de tourisme, le siège de la communauté de communes de la Veyle ainsi que la maison de services au public.
Le 29 mai 2020, l'inscription au titre des monuments historiques est étendue aux façades et toitures des communs, du pavillon d'entrée et des écuries, ainsi qu'à de la glacière et aux serres anciennes en totalité, et au parc (incluant les ponts, les passerelles et la roue à godets, le système hydraulique complet, le portail d'entrée et les fossés subsistants — hors ferme moderne).

## Description

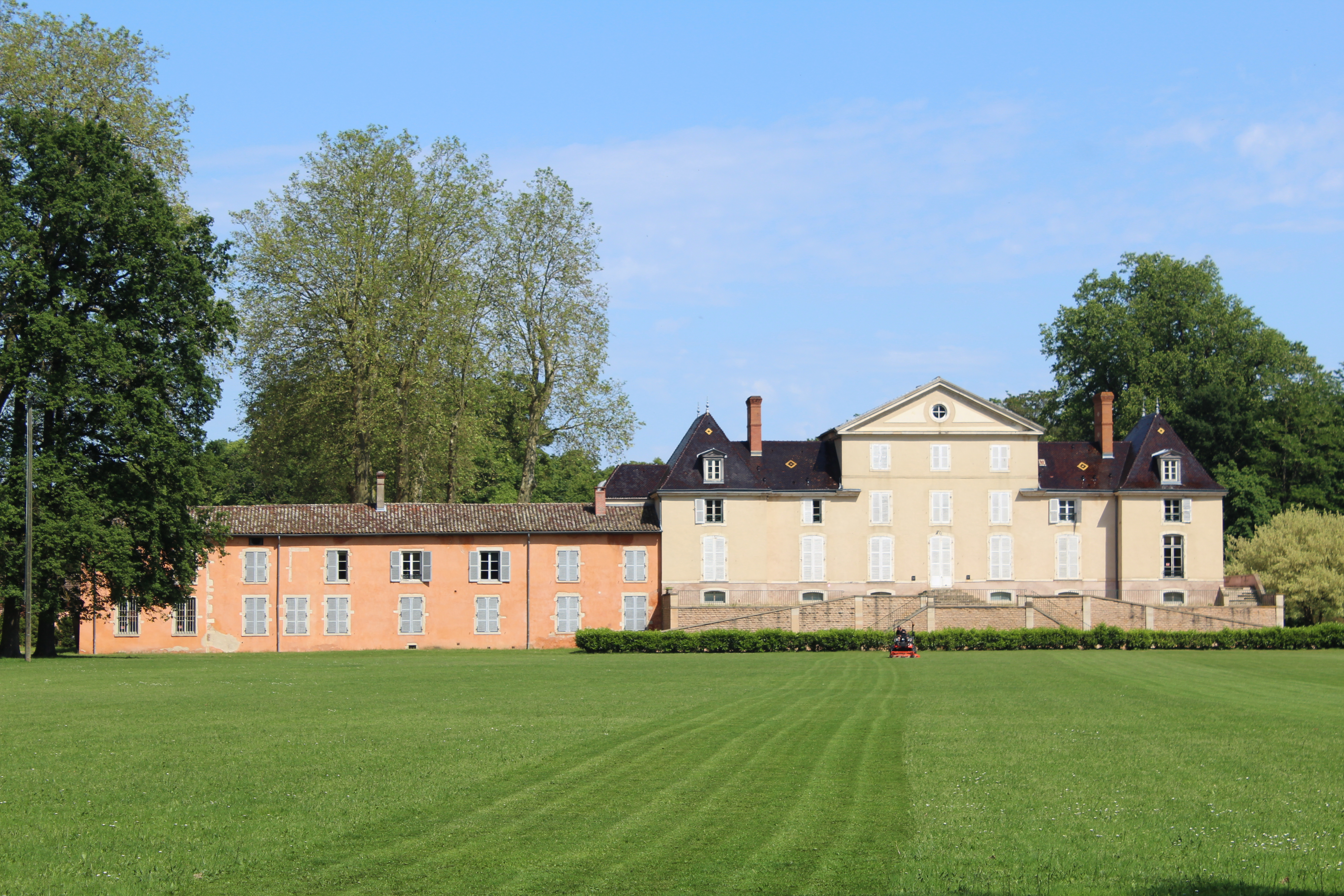
La façade arrière du château.

Le château se présente aujourd'hui sous la forme d'un corps de logis que flanquent deux pavillons qu'agrémentent des terrasses.